# Culicoides siamensis
Culicoides siamensis är en tvåvingeart som beskrevs av Wirth och Hubert 1989. Culicoides siamensis ingår i släktet Culicoides och familjen svidknott.
Artens utbredningsområde är Thailand. Inga underarter finns listade i Catalogue of Life.